# Sistemi di valutazione delle prove di verifica
I sistemi di valutazione delle prove di verifica dipendono dalla tipologia della prova e dal contesto nella quale la prova viene svolta.
Si distinguono i due casi:
1. le prove di verifica sono strutturate o oggettive,
2. le prove di verifica non sono strutturate.

Nel primo caso oltre agli eventuali indicatori attraverso i quali operare la valutazione della prova, si danno altri indici che servono alla valutazione della consistenza e della efficienza della prova; i più diffusi sono l'indice di difficoltà, l'indice di selettività.
Nel secondo caso, al fine di rendere più obiettivo e riproducibile il risultato della valutazione, si possono utilizzare metodologie di valutazione mediate dalla statistica; si introducono particolari indici statistici legati alla prova da valutare, pesi relativi di questi indici e valori di scale ordinali e/o scale numerali cui far corrispondere il valore della prova. Il problema della valutazione viene risolto se si individua una relazione che faccia corrispondere ad ogni valore di un punteggio grezzo, desunto dagli indici e dal peso relativo di questi, un punteggio finale della prova. Questa metodologia in particolare viene utilizzata nelle prove scritte de l'esame di maturità.
Come esempio, il problema della valutazione delle prove scritte de l'esame di maturità consiste nel ricercare la corrispondenza tra punteggio grezzo {\displaystyle x} e punteggio attribuito alla prova {\displaystyle y}. 
Il punteggio attribuito alla prova contribuisce, con gli altri dello stesso tipo,  al punteggi con il quale lo studente viene licenziato come maturo.
La prova di esame è valutata individuando un insieme di indici statistici ad ognuno dei quali si attribuisce un valore di una scala ordinale espressa in numeri, in genere a cinque valori {\displaystyle 1,2,3,4,5} ed un peso relativo di ogni indice espresso come numero intero. 
Ad esempio un tema di una prima prova all'esame di maturità potrebbe essere giudicato attraverso i tre indici:
- comprensione della valenza delle singole parti e del significato complessivo del testo,

- individuazione e decodifica degli elementi morfologici e  sintattici del testo,

- scelta lessicale appropriata, individuazione del registro stilistico del testo e qualità della resa in italiano,

con il peso relativo rispettivamente {\displaystyle 2,3,3}, così se le valutazioni dei singoli indici fossero {\displaystyle 2,2,3},  il punteggio grezzo risulterebbe
{\displaystyle x=2\times 2+3\times 2+3\times 3=19}.
La somma dei singoli punteggi grezzi genera il punteggio grezzo totale; il punteggio grezzo totale ammetterà un massimo {\displaystyle x_{max}} ed un minimo {\displaystyle x_{min}}, così la corrispondenza, in base alle normative ministeriali, per una prova scritta è così formulata:
{\displaystyle x_{min}} ⇔ {\displaystyle 1}
{\displaystyle x_{suf}} ⇔ {\displaystyle 10}
{\displaystyle x_{max}} ⇔ {\displaystyle 15}
dove {\displaystyle x_{suf}}  è il valore del punteggio grezzo associato alla sufficienza.
A questo punto il problema posto all'inizio viene risolto se:
1)	si determina opportunamente {\displaystyle x_{suf}},
2)	si formulano ipotesi sulla legge matematica che lega {\displaystyle y}, punteggio della prova, con {\displaystyle x}, punteggio grezzo della prova.
Il primo punto  si affronta dividendo l'intervallo numerico di variazione di {\displaystyle x}, punteggio grezzo, in {\displaystyle 5} insiemi di valori di ampiezza {\displaystyle d={\frac {x_{max}-x_{min}}{5}}}:
{\displaystyle x_{min}<x<x_{min}+d}, 
{\displaystyle x_{min}+d<x<x_{min}+2d},
{\displaystyle x_{min}+2d<x<x_{min}+3d}, 
{\displaystyle x_{min}+3d<x<x_{min}+4d}, 
{\displaystyle x_{min}+4d<x<x_{min}+5d=x_{max}}
e associando il punteggio sufficiente 10 ad un punteggio grezzo opportuno, ad esempio al punteggio grezzo {\displaystyle x_{suf}=x_{min}+2d}.
In generale i tre punti individuati {\displaystyle (x_{min};1)}, {\displaystyle (x_{suf};10)}, {\displaystyle (x_{max};15)} non sono allineati; occorre allora interpolare questi punti con una curva del piano cartesiano diversa dalla retta: la più semplice è la parabola. 
Due sono le curve possibili:
{\displaystyle y=ax^{2}+bx+c} (parabola con asse di simmetria l'asse delle y)  
oppure 
{\displaystyle x=ay^{2}+by+c} (parabola con asse di simmetria l'asse delle x)    
Notiamo che da questa ultima equazione si ricava che
{\displaystyle y={\frac {-b+{\sqrt {b^{2}-4a(c-x)}}}{2a}}}
{\displaystyle y={\frac {-b-{\sqrt {b^{2}-4a(c-x)}}}{2a}}}
Si tratta infine di determinare i coefficienti {\displaystyle a}, {\displaystyle b}, {\displaystyle c} delle due relazioni espresse in precedenza. 